# شهرک صنعتی سنندج ۲
شهرک صنعتی سنندج ۲ یک روستا و منطقهٔ مسکونی صنعتی است که در بخش مرکزی شهرستان دهگلان، استان کردستان، ایران واقع شده‌است.

## جمعیت
این روستا در دهستان قوری چای قرار دارد و براساس سرشماری مرکز آمار ایران در سال ۱۳۸۵، جمعیت آن ۳۳ نفر (۱۹ خانوار) بوده‌؛ و ساکنینش کردها هستند.